# عاصم حافظ
عاصم حافظ (1886 - 1978) هو فنان تشكيلي ومعلم وكاتب عراقي. كان من أوائل الفنانين العراقيين الذين درسوا الرسم على النمط الأوروبي وكان جزء من مجموعة معروفة باسم الفنانين العثمانيين. اشتهر بنشر أول كتاب عراقي في الفنون الجميلة بعنوان "قواعد الرسم على الطبيعة" عام 1935.

## حياته
ولد عاصم حافظ في الموصل عام 1886. تلقى أول تعليم له في الموصل والتحق لاحقًا بأكاديمية الراشدية العسكرية في بغداد ثم التحق بعدها بالأكاديمية العسكرية في إسطنبول وتخرج منها برتبه ملازم ثان. ومكث في الخدمة العسكرية 12 عاماً حتى ترك الجيش وسافر إلى باريس، حيث درس الرسم على يد البروفيسور أنطوان رينولد، وبقي هناك لمدة أربع سنوات وأكمل دراسته في عام 1931. عاد بعد ذلك إلى الموصل، تم اختيارة لتدريس الرسم في المدارس الرسمية، بقي لمدة 19 سنة واستطاع خلال هذه المدة ان يتخصص باللغة العربية وكذلك اللغة الفرنسية.
كان ضمن مجموعة مجموعة صغيرة من العراقيين المنتدبين للدراسة في أوروبا إلى جانب الرسامين محمد حجي سليم (1883-1941)، ومحمد صالح زكي (1888-1974) وعبد القادر الرسام (1882-1952). أصبحت هذه المجموعة معروفة باسم الفنانين العثمانيين وكانت مسؤولة إلى حد كبير عن إثارة الاهتمام بالفن الغربي بين العراقيين، والذي بدوره ألهم الجيل القادم من الفنانين العراقيين المعاصرين. حيث بدأ العديد من الفنانين العراقيين المعاصرين حياتهم المهنية من خلالهم. أقام أول معرض له في الموصل سنة 1934. كان يهتم كثيرا برسم الحياة الجامدة، وقد نفذ أعماله بأسلوب كلاسيكي رصين، وكانت الفاكهة موضوعه المفضل.

## روابط خارجية
- أرشيف فن العراق - يتضمن نسخًا من الأعمال الفنية، نُهِبت العديد منها في عام 2003.